# Йоганнес Шербіус
Йоганнес Шербіус (нім. Johannes Scherbius) — німецький фізик і ботанік.

## Біографія
У 1790 році він здобув ступінь доктора медицини в Єні, згодом працював лікарем у своєму місті Франкфурті.
Разом із Філіппом Готфрідом Гертнером та Бернардом Меєром він був співавтором нім. Oekonomisch-technische Flora der Wetterau (1799–1802) — тритомника, що був джерелом наукових назв для численних рослин.

## Деякі публікації
- 1790: Dissertatio inauguralis medica de Lysimachiae purpureae sive Lythri salicariae Linn. virtute medicinali non dubia
- 1790: Commentationis de sanguinis missione in febribus intermittentibus
- 1809: Pharmakopoe und Arznei-Taxe für das bei der hiesigen Armen-Anstalt angestellte medicinische Personale